# Purple Reign
Purple Reign ist ein Mixtape des US-amerikanischen Rappers Future. Es erschien am 17. Januar 2016 kostenlos über das Label Freebandz.

## Titelliste
1. All Right – 3:30
2. Wicked – 2:53
3. Never Forget – 3:20
4. Drippin' (How U Luv That) – 3:10
5. Inside the Mattress – 3:30
6. Hater Shit – 3:04
7. Salute – 2:47
8. Bye Bye – 2:55
9. No Charge – 2:42
10. Run Up – 3:17
11. Perkys Calling – 4:06
12. Purple Reign – 4:06
13. In Abundance (Bonus-Titel) – 3:55

## Rezeption

### Kritik
Die E-Zine Laut.de bewertete Purple Reign mit fünf von möglichen fünf Punkten. Aus Sicht des Redakteurs Stefan Johannesberg reflektiere Future „trotz vordergründiger Trap-Abreißer“ sein „Leben mit den eigenen Augen wie einst Azad.“ So drehe sich nahezu jeder Song um die „Aufarbeitung der aktuellen Situation“ und zum „Drogenkonsum gesellen sich Liebeskummer um Ciara und eine trotzig-wütende Scheißegal-Ich-bin-sowieso-Boss-Haltung.“ In Bezug auf die Produktion wird vor allem Nard B hervorgehoben, der „seit einiger Zeit auf kreativem Höhenflug durch die Straßen Atlantas“ befinde. Für das Stück Never Forget lege dieser „einen ultrahart kriechenden Kopfnicker vor, dessen Brutalität immer wieder von melodischen Streichern konterkariert“ werde. Aufgrund der „inhaltlichen Intensität“, die „zum Teil das Level New Yorker OG-Poeten“ erreiche, erklimme Purple Reign Futures „mehrfach vergüldeten Tape-Thron“ und schiebe sich vor die Mixtapes Monster, 56 Nights, 1000 und Astronaut Status.

### Bestenliste
In der Liste der „besten Hip-Hop Mixtapes des Jahres“ 2016 von Redbull.com wurde Purple Reign auf Rang 9 platziert. So vereinen sich auf diesem „unglaublich komplexe Flows, ein unendlicher Umfang an Sounds und ein fast hypnotischer Style […] zur Perfektion.“ Auch der Beitrag von „DJ Esco und Metro Boomin als Executive Producer“ tragen dazu bei. Zusammengenommen ergebe Purple Reign ein „wunderschönes Mixtape, dass die harte, kalte Ästhetik ganz bewusst“ zelebriere und Futures „beste Leistung“ bisher darstelle.